# Margaux Hemingway
Margaux Hemingway, född 16 februari 1954 i Portland, Oregon, död 1 juli 1996 i Santa Monica, Los Angeles, Kalifornien, var en amerikansk skådespelare och fotomodell. Hon var barnbarn till Ernest Hemingway och syster till Mariel Hemingway.

## Biografi
I maj 1990 prydde Margaux Hemingway herrtidningen Playboys omslag. Som skådespelare är hon mest känd för sin debutroll i Våldtäkten (Lipstick, 1976). Efter den huvudrollen tog hennes skådespelarkarriär aldrig fart.
Margaux Hemingway påträffades död i sin lägenhet i Santa Monica den 1 juli 1996, kvällen före 35-årsdagen av farfadern Ernest Hemingways självmord. Dödsorsaken fastställdes senare vara självmord genom överdos av lugnande medel. Systern Mariel har bestritt att systern skulle ha begått självmord.
Hennes föräldrar gav henne förnamnet Margaux efter vinet Château Margaux.

## Filmografi (urval)
- 1976 – Våldtäkten
- 1979 – Killer Fish
- 1982 – They Call Me Bruce?
- 1984 – Over the Brooklyn Bridge